# Tamanna (film, 1997)
Pour plus de détails, voir Fiche technique et Distribution.
Tamanna (तमन्ना) est un film dramatique indien, réalisé par Mahesh Bhatt, sorti en 1997.

## Fiche technique
Sauf indication contraire, les informations mentionnées dans cette section peuvent être confirmées par la base de données cinématographiques IMDb,  présente dans la section « Liens externes ».
- Titre : Tamanna
- Titre original : लगान
- Réalisation : Mahesh Bhatt
- Scénario : Tanuja Chandra
- Dialogues : Tanuja Chandra
- Direction artistique : Gappa Chakravorty
- Costumes : Shivani
- Maquillage : Dattu Ankolkar, Sadanand Shedge
- Photographie : Bhushan Patel
- Montage : Sanjay Sankla
- Musique : Dhruv Ghanekar, Anu Malik, Ashutosh Phatak
- Paroles : Kaifi Azmi, Nida Fazli, Indivar, Rahat Indori
- Production : Pooja Bhatt
- Sociétés de production : Pooja Bhatt Productions, Vishesh Films
- Sociétés de distribution : F.K.S. Power, Gem Cine Equipments, Kundan Films International, Ruby Enterprises, Zen Films
- Budget de production : 600 000 000 ₹
- Pays d'origine :  Inde
- Langues : Hindi
- Format : Couleurs - 2,35:1 - DTS/Dolby Digital - 35 mm
- Genre : Drame
- Durée : 127 minutes (2 h 07)
- Dates de sorties en salles :
  -  Inde : 13 avril 1998

## Distribution
- Paresh Rawal : Tikku
- Pooja Bhatt : Tamanna
- Sharad Kapoor : Sajid Khan
- Manoj Bajpayee : Saleem Khan
- Kamal Chopra : Ranveer Chopra, la père biologique de Tamanna
- Abha Ranjan : Geeta Chopra, la mère biologique de Tamanna
- Ashutosh Rana : tueur à gages
- Akshay Anand : Jugal Chopra, le frère de Tamanna
- Nadira : Nazneen Begum, la mère de Tikku
- Zohra Sehgal : la mère Ranveer Chopra
- Sulabha Deshpande : Kaushalya, servante de la famille Chopra
- Anupam Shyam : Anjum, le beau-frère de Tikku
- Reeta Bhaduri : la mère superière
- Kunika : une cliente de Tikku
- Baby Gazala : Tamanna jeune
- Kunal Khemu : Sajid jeune